# Ad Konings
Ad Konings (Roosendaal, 11 januari 1956) is een Nederlands onderzoeker, fotograaf en uitgever op het gebied van cichliden. Konings heeft Medische Biologie gestudeerd aan de Universiteit van Amsterdam en is sindsdien verbonden geweest aan de Erasmus Universiteit en de universiteit van Heidelberg (Duitsland). Hij heeft onderzoek verricht naar lysosomale enzymen en Tanganyika-cichliden gekweekt. Tegenwoordig is Konings actief in El Paso, Texas (Verenigde Staten).

## Cichlid Press
In 1991 startte Konings zijn eigen uitgeverij, Cichlid Press. Het eerste boek dat uitgegeven werd heette Cichlid Yearbook, vol 1. De uitgeverij publiceert behalve Konings’ eigen boeken ook boeken van andere auteurs en boeken uit de 'Back To Nature' serie.

## Activiteiten
Tegenwoordig krijgt Konings regelmatig verzoeken voor foto’s (voor tijdschriften, boeken, musea, etc.) en werkt hij aan de lay-out en inhoud van de Cichlid News, een bekend Amerikaans cichliden-tijdschrift. Verder gaat Ad Konings nog drie keer per jaar op expeditie, en geeft hij veel lezingen.

## Belangrijke Publicaties & Producties
- The Cichlids Yearbook, volume 1. 1991. Redacteur en medewerker. Uitgegeven door Cichlid Press. 96 paginas. (Engels/Duits/Frans/Nederlands).
- Cichliden van de wereld. Redacteur en medewerker van het boek geschreven door Martin Geerts, Jan 't Hooft, Willem Heijns and Ad Konings, en uitgegeven door de Nederlandse vereniging van Cichlideliefhebbers (NVC) in 1986. 192 paginas.
- Tanganjikacichliden in hun natuurlijke omgeving. 1987. Uitgegeven door Verduijn Cichliden. 152 paginas.
- Malawi Cichlids in their natural habitat. 1989. Uitgegeven door Verduijn Cichliden. 304 paginas. (Engels/Duits/Nederlands).
- Cichlids from Central America. 1989. Uitgegeven door Tropical Fish Hobbyist. 224 paginas. (Engels/Duits).
- Tanganyika Secrets. 1992. Uitgegeven door Cichlid Press. 208 paginas. (Engels/Duits/Frans/Zweeds).
- Enjoying Cichlids. 1993. Redacteur and medewerker. Uitgegeven door Cichlid Press. 240 paginas. (Engels/Duits/Frans/Nederlands/Zweeds/Italiaans).
- The cichlid diversity of Lake Malawi/Nyasa/Niassa: identification, distribution and taxonomy. 2004. Opmaak. Redactie Jos Snoeks. Diverse auteurs behandelen diverse families cichliden uit het Malawimeer met beschrijvingen van ongeveer 40 nieuwe soorten. Uitgegeven door Cichlid Press voor de Wereldbank.
- Celebrating Cichlids of lakes Malawi and Tanganyika. 2005. Groot inkijkboek met omslag. 176 paginas. Uitgegeven door Cichlid Press (Engels/Zweeds).
- Voor een meer compleet overzicht, zie de link in de bronvermelding.

- International Standard Name Identifier: 0000 0000 8274 0512
- Library of Congress Control Number: n88252688
- Nationale Bibliotheek van Israël: 987007425015205171
- Nederlandse Thesaurus van Auteursnamen: 072350741
- PIC: 385264
- Système universitaire de documentation: 067170390
- Virtual International Authority File: 79364437
- WorldCat: E39PBJkTdRRVvqh3vqmpMTRR8C